# Cisto tireoglosso

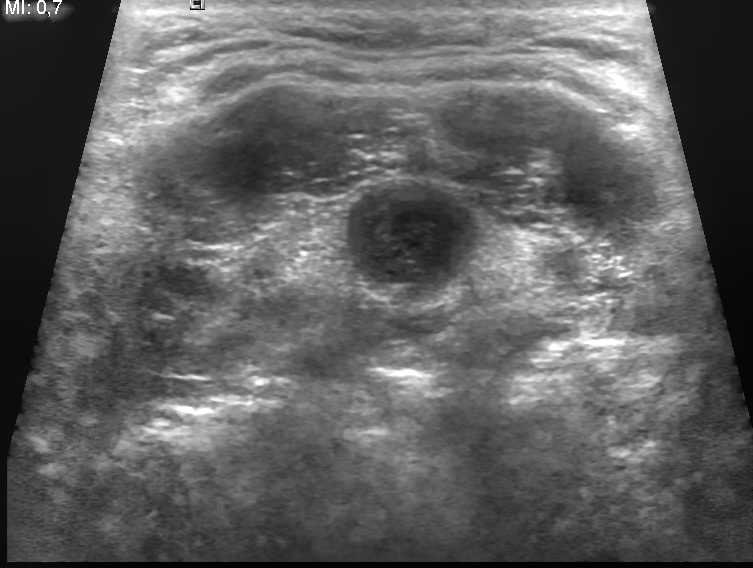

O cisto tireoglosso é uma patologia congênita que ocorre por falha no fechamento do ducto tireoglosso e produção de muco pelas células da sua mucosa.
A tiroide se desenvolve na base do "V" lingual, migrando anteriormente, passando por dentro do osso hioide, até se localizar anteriormente à traqueia. Os remanescentes do ducto tireoglosso mantêm íntima relação com o corpo do osso hioide, ficando em geral ligeiramente abaixo deste ou, raramente, na base da língua. Os cistos podem sofrer infeção e formarem abcessos, com consequente drenagem espontânea ou cirúrgica, resultando na formação de uma fístula. Esta pode apresentar episódios de fechamento e recidiva, com drenagem de líquido que varia de mucinoso a purulento.

## Embriologia
O trato tireoglosso surge a partir do forame cego lingual na junção dos dois-terços anteriores com o terço posterior da língua. Qualquer parte do trato pode persistir após a embriogênese, resultando em um seio, fístula ou cisto. A maioria das fístulas são adquiridas após a ruptura ou incisão de um cisto tireoglosso infetado.

## Sinais e sintomas
Aparecimento de nódulo cervical anterior em linha média, mais comummente abaixo do osso hioide, que pode aumentar de tamanho com a protrusão da língua. São arredondados, não-dolorosos. Orifício fistuloso na linha mediana cervical. Tumoração cística na linha média do pescoço.

## Diagnóstico
A ultrassonografia cervical faz facilmente o diagnóstico, observando-se cisto simples ou com sinais inflamatórios (dependendo do quadro clínico) na linha mediana da região anterior.

## Tratamento
O tratamento consiste na excisão da fístula ou do cisto conjuntamente com o corpo do osso hioide, conhecida como técnica de Sistrunk.